# Cristina Clemente i Gàlvez
Cristina Clemente i Gálvez (Barcelona, 1977) és una escriptora formada a l'Institut del Teatre de Barcelona i a la Sala Beckett.

## Obres
- Paradise Band, (Teatre Lliure, cicle d'Assajos Oberts, 2007)
- Marc i Paula (Institut del Teatre i Obrador de la Sala Beckett, 2008)
- Zèppelin, dirigida per ella mateixa (lectura dramatitzada, Sala Beckett, 2008)
- Volem anar al Tibidabo, dirigida per ella mateixa (Premi Revelació de la Crítica de Barcelona 2009 i projecte Alcover, Versus Teatre)
- La gran nit de Lurdes G, coescrita i codirigida amb Josep Maria Miró (Accèssit al premi Lluís Solà 2008, Versus Teatre)[2]
- La millor obra del teatre català, dirigida per ella mateixa (La Cuina, Festival Grec, 2009)
- Vimbodí versus Praga (TNC, 2010)
- Nit de ràdio 2.0 (Sala Flyhard, Villarroel, 2011)
- La nostra Champions particular (Teatre Gaudí, 2012)
- Consell familiar (Sala Beckett, 2013)[3]
- Ventura (Temporada Alta, 2015)
- Lapònia (Club Capitol, 2019)
- Andrea Pixelada (Sala Beckett / El Pavón Teatro Kamikaze / Teatre Principal de Palma, 2019)

En cinema, ha coescrit amb Sergi Belbel el guió de la pel·lícula Eva. En televisió ha treballat com a guionista a El cor de la ciutat (TV3), de La Riera (TV3), Sin identidad (Antena 3), actualment és guionista de Com si fos ahir (TV3)